# 費里斯 (伊利諾伊州)
費里斯（英語：Ferris）是位於美國伊利諾伊州漢考克縣的一個村落。

## 地理
費里斯的座標為40°28′08″N 91°10′10″W / 40.46889°N 91.16944°W，而該地最高點為海拔高度208米（即682英尺）。

## 人口
根據2010年美國人口普查的數據，費里斯的面積為5.09平方千米，當中陸地面積為5.09平方千米，而水域面積為0.00平方千米。當地共有人口156人，而人口密度為每平方千米30人。